# The Stool Pigeon
Pour plus de détails, voir Fiche technique et Distribution.
The Stool Pigeon est un film policier américain réalisé et interprété par Lon Chaney et sorti en 1915.
Le film, considéré comme perdu, est le premier des sept film que Chaney a réalisé.

## Distribution
- J. Warren Kerrigan : Walter Jason
- Vera Sisson : Mildred Moore
- George Periolat : Oswald Trumble
- Lon Chaney :